# Liagore rubromaculata
Liagore rubromaculata är en kräftdjursart som först beskrevs av De Haan 1835.  Liagore rubromaculata ingår i släktet Liagore, överfamiljen Xanthoidea, ordningen tiofotade kräftdjur, klassen storkräftor, fylumet leddjur och riket djur. Inga underarter finns listade i Catalogue of Life.